# Can Coll (Lliçà de Vall)
Can Coll és una casa forta de Lliçà de Vall (Vallès Oriental), declarada bé cultural d'interès nacional.

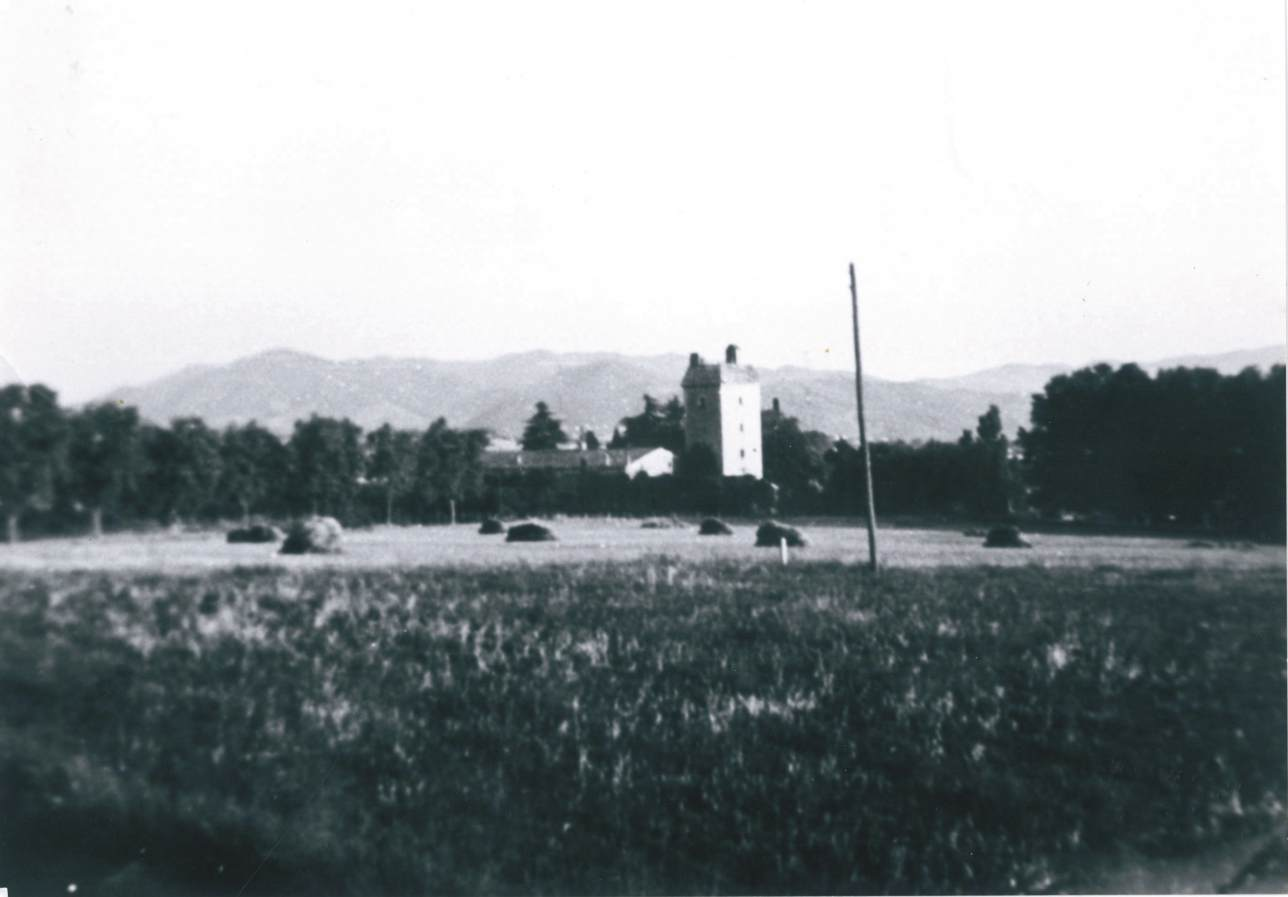
Década dels 1950

Rentadors de Can Coll durant els anys 1960

Molí d'en Baix

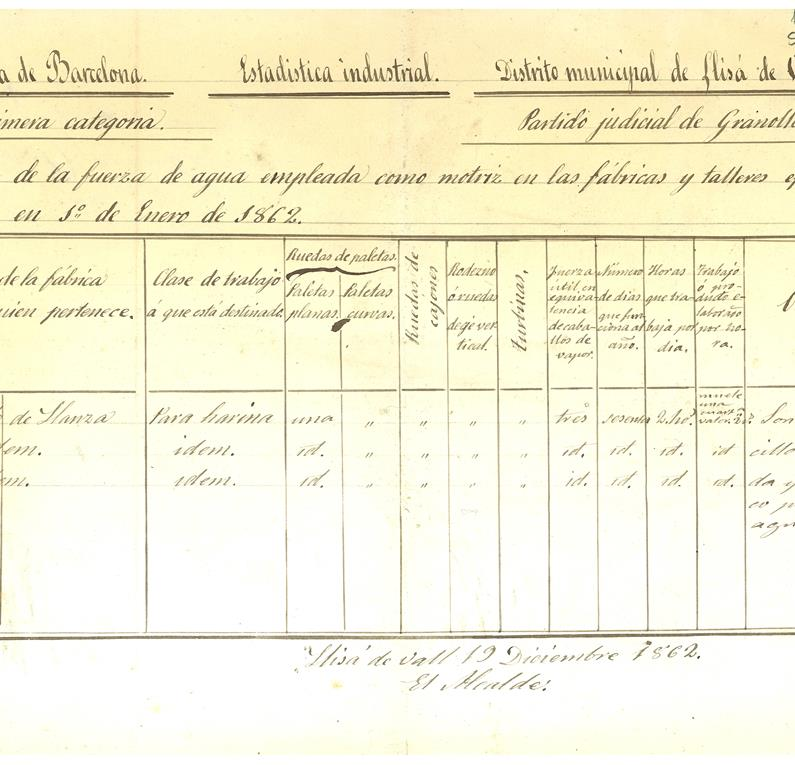
Relació dels molins de Farina

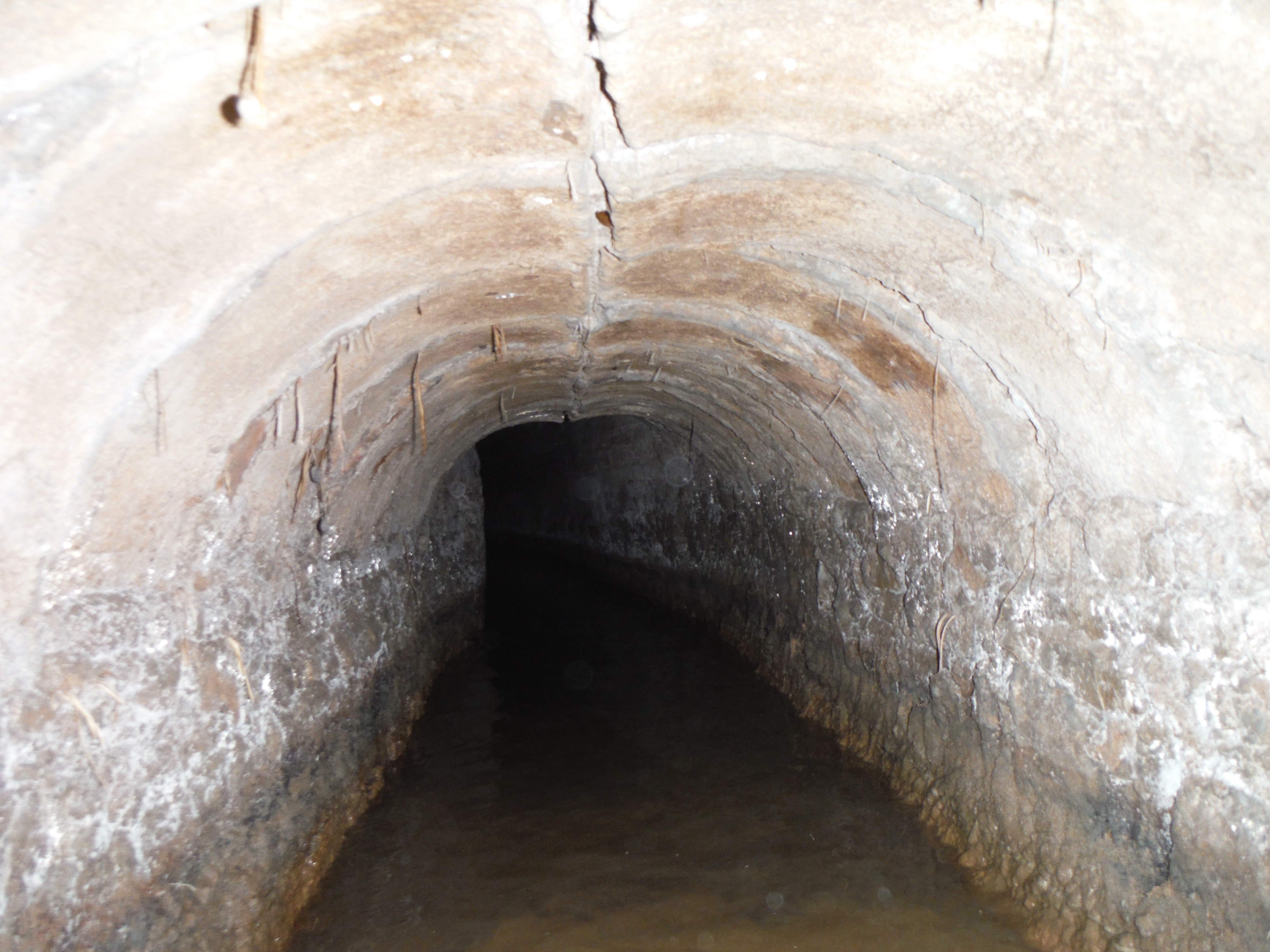
Mina d'aigua de Can Coll

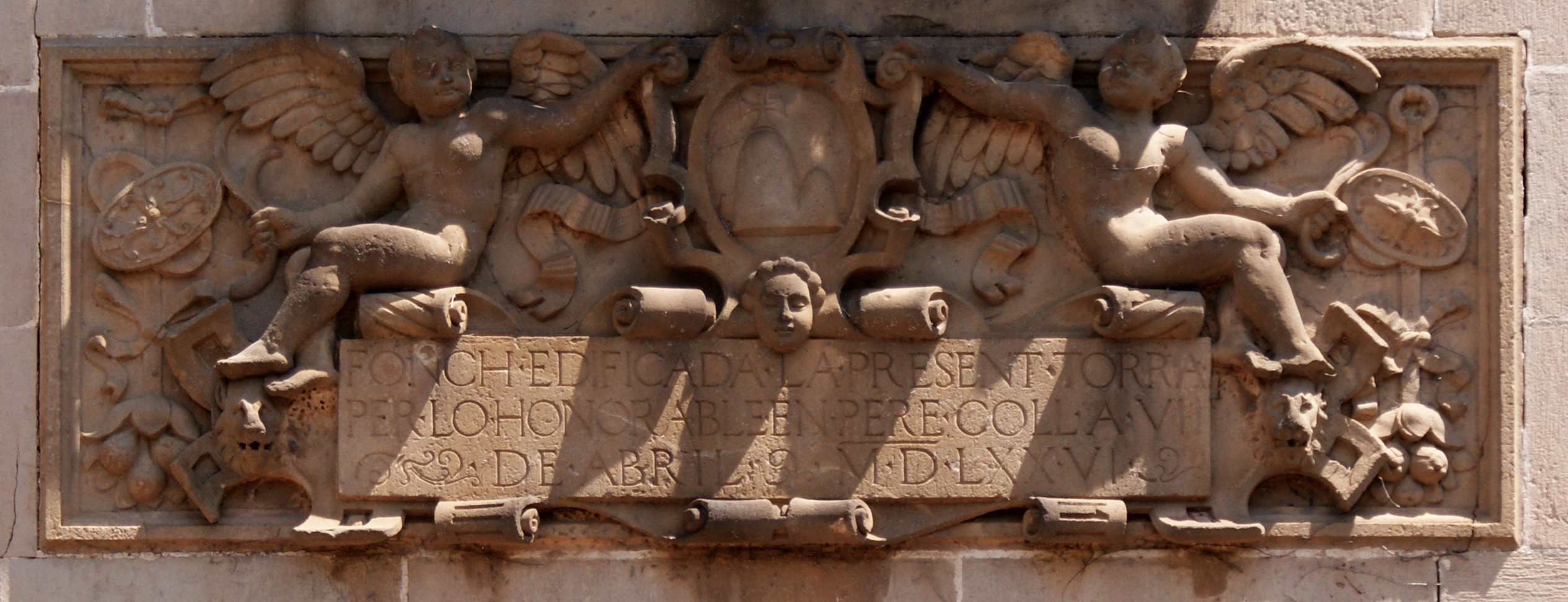
Inscripció de Can Coll

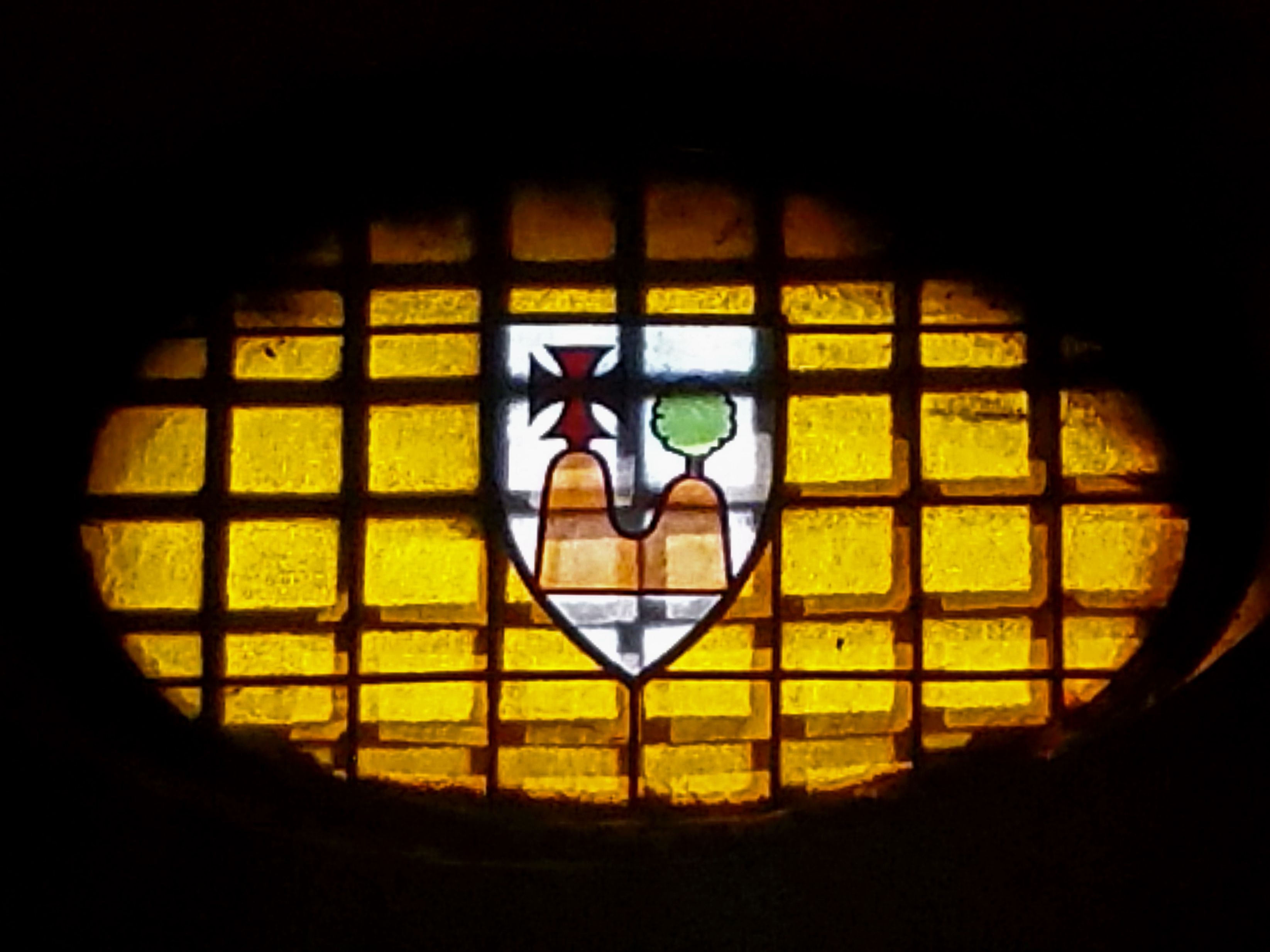
Vidriera de la sala noble de Can Coll

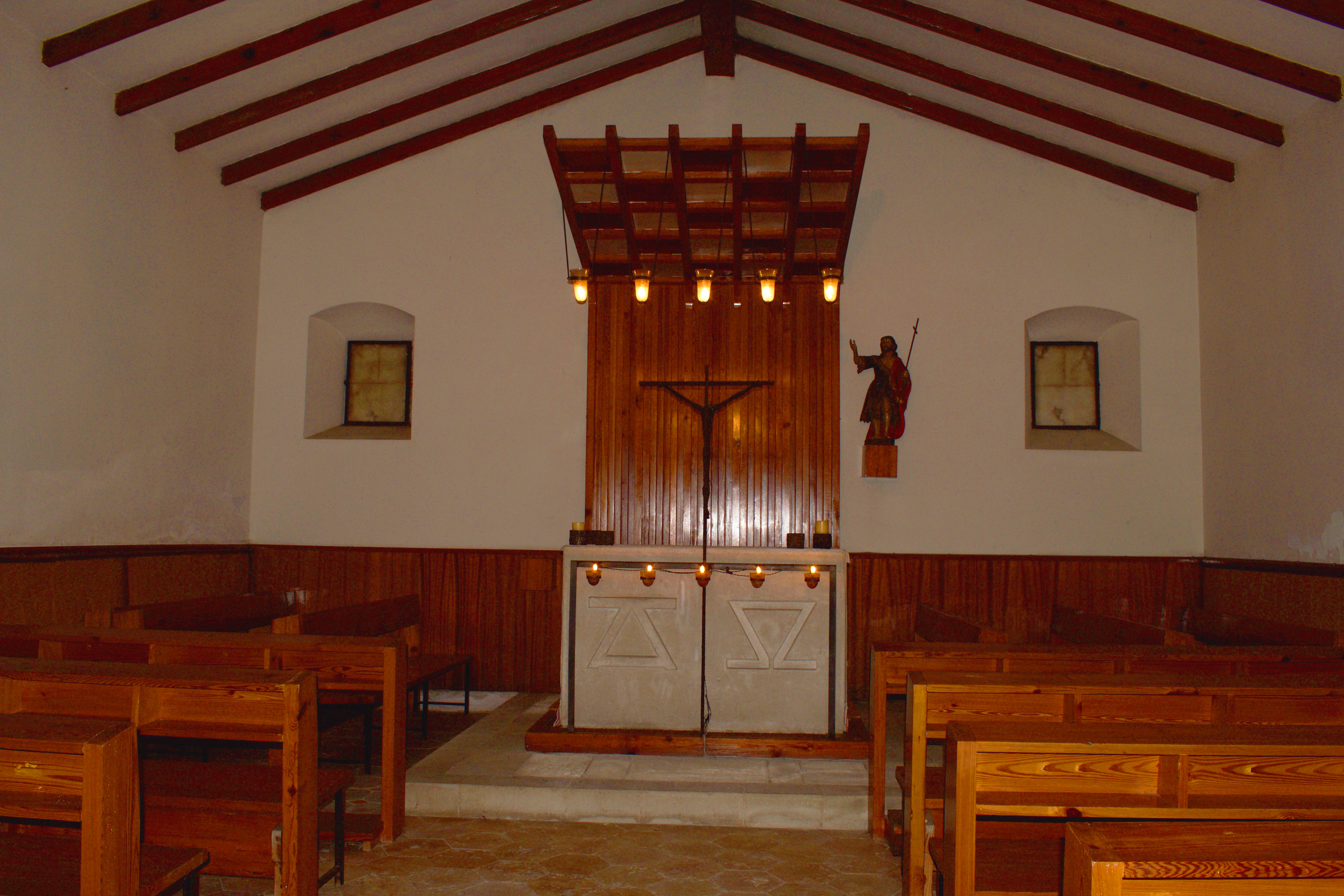
Vista general de la capella de Sant Joan Baptista

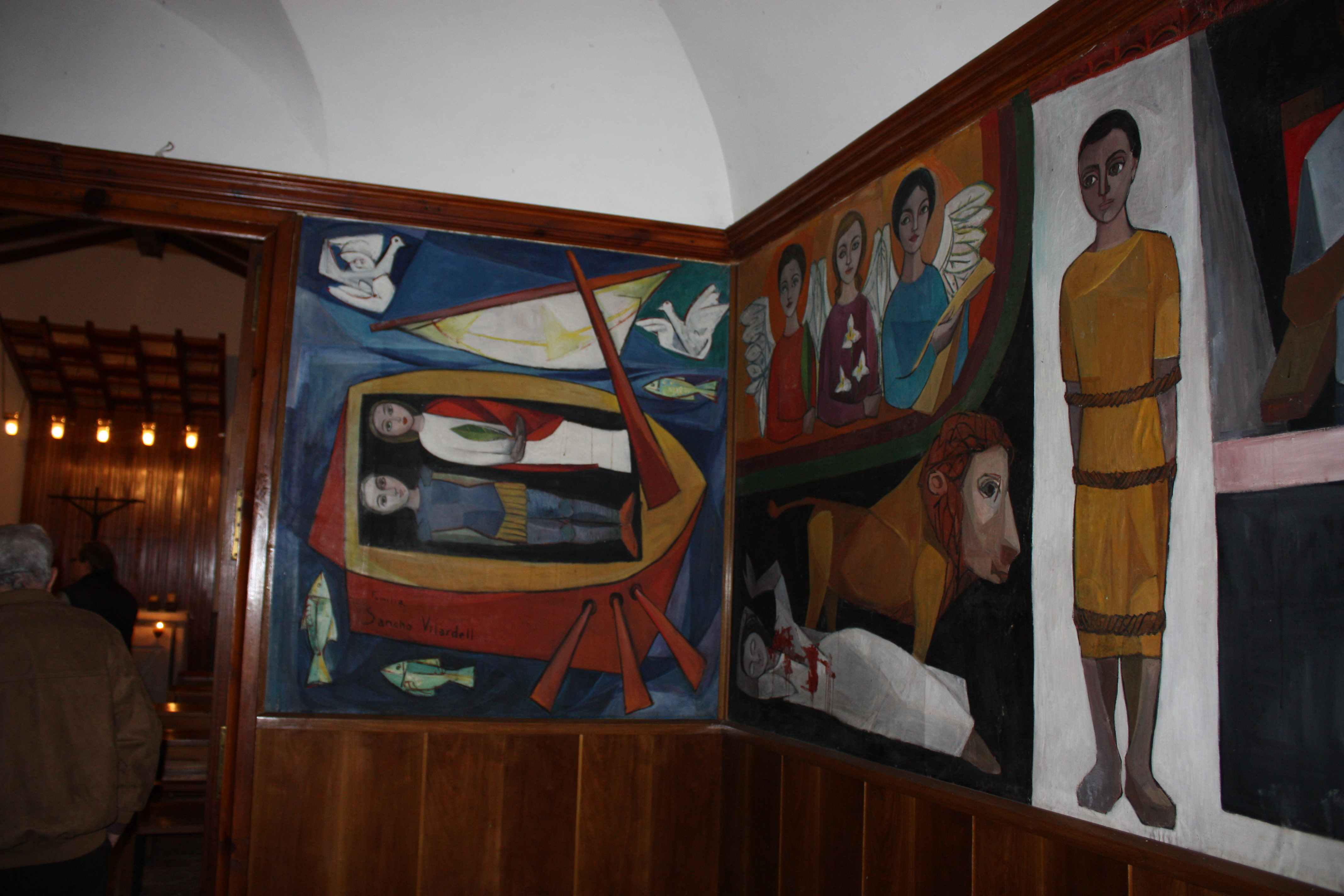
Detall dels frescos de la capella de Sant Joan Baptista

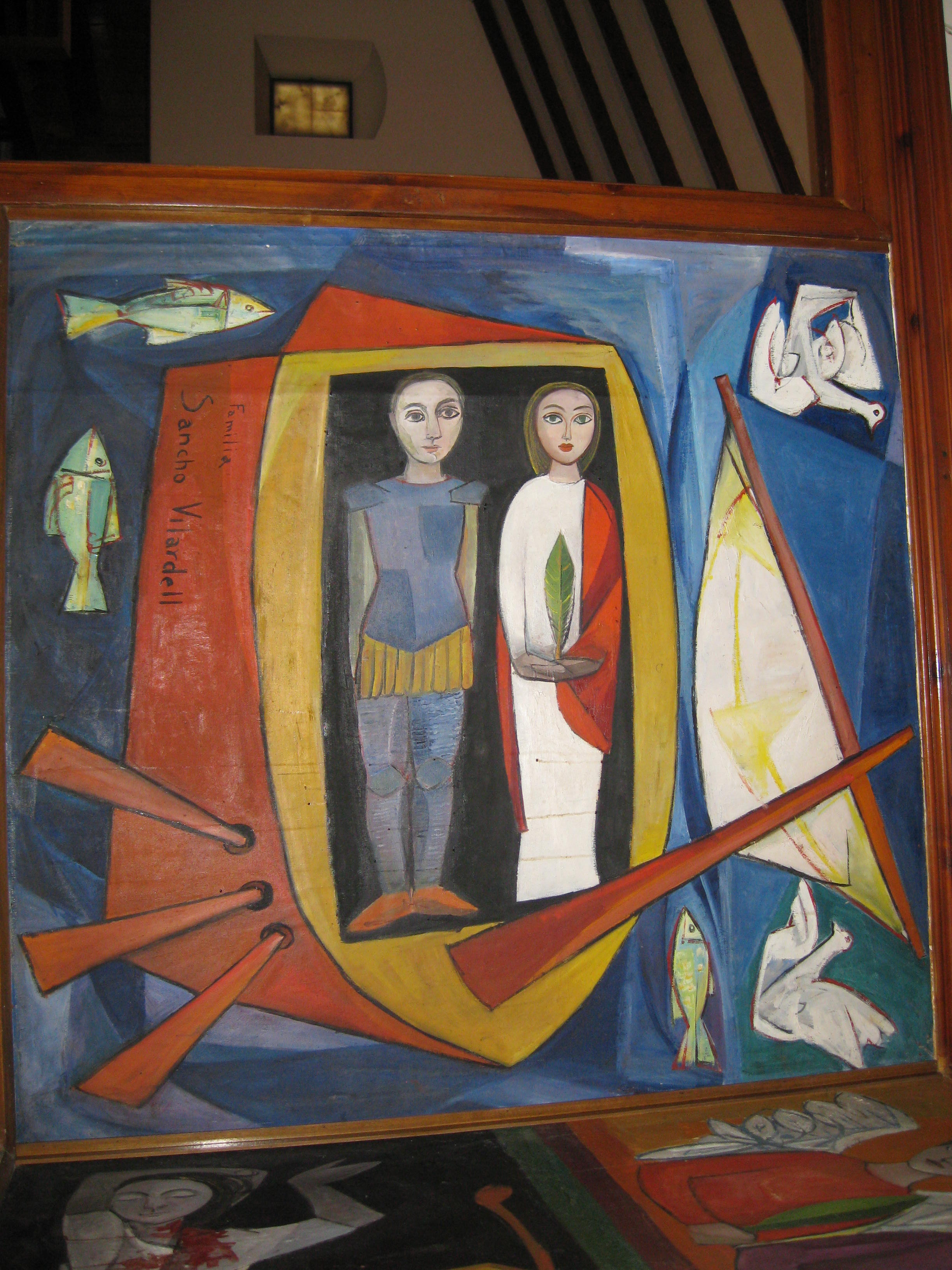
Frescos de la capella de Sant Joan Baptista

## Història
Als camps més propers als murs de tanca, a la zona sud de la masia, s'ha trobat material arqueològic d'època romana, tot i que molt escadusser. Aquest jaciment és una confluència important de camins, i Can Coll ha estat considerada per algunes persones com una vil·la romana, però no hi ha testimonis materials que ho corroborin.
La capella de Sant Joan Baptista és documentada el 1009, i probablement la masia és originària també d'aquesta època. Els Coll n'eren els propietaris, documentats des del segle xiv, i que al segle xvi eren una de les més notables del terme de Lliçà de Vall, tal com ho demostra la imponent torre de guaita al costat de la masia, aiexecada el 1576 per Pere Coll. Als baixos de la torre hi havia la nova capella de Sant Joan, que va substituir l'antiga i que fou beneïda l'any 1600.
El 1765 es van signar els capítols matrimonials entre la pubilla Gertrudis Coll i de Perelló, filla de la pagesa Maria Teresa de Perelló i de son espòs Pere Coll i Matas, i el donzell de les Corts de Sarrià Joan de Llança i Feu, fill de Martí de Llança i Palau i de Maria Antònia Feu i Ravella, que adoptà el cognom Coll. En aquesta època, la masia fou ampliada i transformada en una residència senyorial a l'estil dels palaus francesos. La sala noble es devia utilitzar per fer-hi recepcions o balls, i es decorà amb pintures de l'italià A. Vertuchi. Cap al 1777 es van fer també millores a la mina de Can Coll, una infraestructura hidràulica d'origen medieval que anava de Lliçà d'Amunt fins a la masia i que feia anar diversos molins i pous de glaç.
L'hereu fou Anton Coll i de Llança, de qui passà al seu fill Joan de Llança i Torres, i d'aquest al seu fill Eduard de Llança i Vila (†1874). En aquesta època, la família residia a Barcelona i la masia era portada per masovers. La propietat incloïa també els masos Xiol, Canyet i la Casa Nova del Pla, el mas Neri a Lliçà d'Amunt, i altres terres fora del terme. Eduard de Llança fou succeït pel seu fill Carles de Llança i de Carballo (1858-1918), i aquest pel seu fill Ignasi de Llança i Montoliu. Posteriorment, la masia passà a mans de Lluís Isbert i Miró, i el 1957, fou adquirida per Eduardo Sancho Costa, un industrial del Poblenou de Barcelona, col·leccionista i amant de l'art.
La capella fou remodelada i ampliada per l'arquitecte Jordi Bonet i Armengol en col·laboració amb Josep Maria Subirachs, que hi va fer l'altar, i després van continuar treballant a la Sagrada Família. El 1962, Maties Palau Ferré va fer les pintures que la decoren, que il·lustren l'arribada de les relíquies de Sant Vicenç i Santa Clara.
A les dècades del 1970 i 1980, la planta baixa i el jardí van ser destinats a restaurant. Entre el 2002 i el 2012, aquest espai fou llogat a l'ajuntament per a diverses activitats, que finalment, l'any 2017, va adquirir tota la finca per a transformar-la en casa-museu.

## Arquitectura
La finca de Can Coll té 20.000 m² de superfície i es pot dividir en diverses construccions i espais: casa, torre, capella, edificis auxiliars, jardí, terres de conreu i bosc.

### Casa
L'edificació principal, de 2.840 m², era una gran casa dedicada a l'explotació agrícola que comprenia estables, magatzems i cuines a la planta baixa. Al primer pis, l'habitatge noble amb nombroses estades: menjadors, dormitoris, alcoves, banys, rebosts, sala de jocs, sala de lectura, sala de ball, celler, etc. I a la planta superior hi havien graners i els dormitoris per al servents.
L'habitatge està construït amb grans murs de pedra. La planta baixa s'edificà amb volta per donar més solidesa a l'edifici i per evitar que les humitats dels animals ascendissin cap a la primera planta. En aquesta era on residien els masovers i on hi havia parts destinades als animals i als estris agrícoles. Existien xemeneies a la sala gran i a la cuina, així com tres abeuradors pels animals.
La masia té dues gran portes adovellades i finestres rectangulars. Una entrada, al principi, era comuna tant per als senyors com per els masovers, però aviat s'habilità una altra entrada independent.
La façana està orientada cap al nord-est, cosa poc usual a les masies catalanes. Les cobertes són a dues vessants i no hi ha carener. A una de les façanes laterals hi ha un rellotge de sol amb forma hexagonal.
El terra de l'entrada principal de la casa està ornamentat amb pedres de molí portades de fora. Davant de la base de la torre hi ha una plaça que havia tingut la funció d'era on es batien els cereals.

### Torre
A l'extrem oriental del conjunt arquitectònic hi ha la gran torre adossada. Al igual que en altres masos, tenia funcions de defensa i de demostració del poder amb el que s'havia enriquit la pagesia. Els virreis n'havien d'autoritzar la construcció.
De planta quadrada annexa al mas, feta el 1576, de quatre pisos d'alçada i amb edificis annexos. Les finestres tenen ampit de poc voladís. La torre està coberta amb teulada a quatre vessants i està coronada per un campanar d'espadanya. Té adossat un cos rectangular cobert a doble vessant, amb el carener paral·lel a la façana. Té dues grans portes adovellades i quantitat de finestres rectangulars.
El sòcol de la torre i els emmarcaments dels angles són de grans carreus.
A l'exterior hi ha un baix relleu amb la figura de dos àngels que sostenen un escut i als peus d'aquest un altre cap. S'hi pot llegir la inscripció: FONCH EDIFICADA LA PRESENT TORRA PER LO HONORABLE EN PERE COLL A VII DE ABRIL M.D.LXX.VI. que indica la data de la construcció (7 d'abril de 1576) i qui la va manar fer: en Pere Coll.

### Capella de Sant Joan Baptista
L'any 1660 es va beneir la capella, dedicada a Sant Joan Baptista, i que substituia una d'anterior, del segle xi. És una capella petita, a la qual no en queden més elements ni vestigis del culte que s'hi celebrà, que un altar de pedra amb les lletres gregues α i Ω i una creu de forja amb el Crist mirant cap a l'altar i no cap als feligresos, com s'hauria d'esperar.
Està dotada d'una avantsala que en dona accés, decorada amb pintures murals realitzades durant els anys 1962 i 1963 per Maties Palau Ferré (Montblanc, 1921-2000). Es tracta de quatre quadres de grans dimensions pintats amb la tècnica de l'oli sobre llenç, que situats dins de la capella ocupen tot l'espai com si es tractés d'una gran pintura mural. Es tracta, en total, de més de vint-i-tres metres quadrats de pintura que expliquen la vida de Sant Vicenç i Santa Clara.
Les pintures estan situades a l'entrada de la capella en ambdós costats. Estan estructurades en tres escenes i un frontal. Les de la dreta mostren escenes de la vida terrenal, per contra, en el frontal ens presenta els dos màrtirs dins els taüts. Les de l'esquerra ens expliquen el martiri que van sofrir els dos sants abans que adjurar la seva fe i el frontal situa els dos màrtirs junts en una barca, potser per recordar el pas a la vida eterna i plaents dins un mar d'un blau intens Palau Ferré ha aprofitat la barca per fer referència a la família que li feu l'encàrrec: Sancho Vilardell. Té una composició geomètrica i està explicada de forma senzilla  el que la fa fàcil de comprendre pels fidels. La figuració és esquemàtica, influïda pel cubisme, les figures són hieràtiques, el cromatisme és viu i li dona força i expressió al conjunt. En aquesta capella, en l'actualitat només es fan celebracions litúrgiques per Sant Joan.
L'any 1797 van portar-hi els cossos de Sant Vicenç i Santa Clara fet que va provocar que l'anomenessin La Capella del Cossos Sants o La Capella de Santa Clara i Sant Vicenç.
| « | Segons la tradició, a can Coll donaren aixopluc a un pelegrí que es trobà malalt en aquests verals, el qual un cop recuperat resultà ser una persona romana important, que en agraïment pel tracte rebut, permeté el trasllat des de Roma dels cossos de dos màrtirs que estaven enterrats a les catacumbes. Santa Clara, la Lluminosa i Sant Vicenç, el Victoriós, sepulcres que estaven situats un a cada costat de l'altar Major. Durant la desfeta de la guerra civil, es va cremar la capella i varen destruir-se les relíquies. | » |

| « | Se’ls dedicà la capella de Can Coll, que fou objecte de devoció i fins a la Guerra del Francès se celebrà un aplec anual en honor seu. Es coneixen, a més, goigs en honor dels sants en el darrer tram del segle xix, un dels quals de 1892. Amb la guerra de 1936-1939, segons sembla, els cossos dels sepulcres van desaparèixer i no fou fins a l'elaboració de les pintures de Palau Ferré que se’ls tornà a fer homenatge. | » |

Durant la Guerra Civil espanyola, un escamot republicà va calar foc a la capella i davant de la porta del pati del darrere va cremar els cossos sants. No en va quedar res de les relíquies, i la capella va haver de ser reconstruïda.
Durant l'època que can Coll va ser propietat de la família Sancho-Vilardell i probablement durant el mateix temps que Palau Ferré hi fes la decoració pictòrica, s'hi afegí un nou altar de pedra (l'actual) que encara que no s'ha pogut demostrar, se li atribueix a Josep Maria Subirachs.

### Construccions auxiliars
A més del mur i la gran porta que tancaven la casa a dins d'un recinte fortificat, hi ha diverses construccions que es van fer servir per diferents tasques relacionades amb els animals i les feines del camp. Al davant de la torre hi ha una petita antiga cotxera on s'hi tancava la tartana.
Si ens encarem cap al pòrtic del mur i a la dreta, sota el conjunt ceràmic fet per en Gibernau amb una representació de Sant Joan Baptista, hem d'apartar les enfiladisses per veure una antiga espitllera. Una petita estança on també es guardaven les eines del camp, permetia vigilar l'arribada d'indesitjables visites. Aquesta estança, junt amb unes altres contigües que foren quadres en el seu temps i ara són habilitades com a lavabos, miren cap a la façana principal de la casa. Per la part posterior i a dins del que ara és el jardí principal, fet per la família Sancho, antigament hi havien les gallines, els porcs i un hort.
A l'empedrat del jardí encara s'hi poden veure senyals de les columnes que suportaven la marquesina que en algun temps antic, època dels darrers Llanza, fou un gimnàs privat.
Un altre cop a dins dels murs i donant la volta a la casa, hi han algunes edificis que corresponien a espais emprats per a les feines pròpies del camp. O bé s'hi guardava gra, o bé s'hi tenien animals.
A l'altra banda de la casa, al darrere de la torre, s'hi va construir cap als anys 70 un habitatge modern adossat a la casa principal. Es va emplaçar a sobre de l'antic celler que es deixà per guardar-ne unes poques botes de vi i algunes ampolles. S'hi accedeix des del saló mitjançant una petita escala.
Darrere de la casa, fora els murs i amagat pels arbustos, hi ha un antic pou de glaç, que no ha estat encara restaurat. Té unes dimensions importants, amb 25 m de diàmetre, i al mig hi ha crescut un lledoner de gruixudes branques que sobresurt per on antany hi va haver un sostre.
La bassa de Can Coll, també coneguda com La Bassa del Cànem per l'activitat que havia tingut, era sota la carretera de Parets a Bigues, davant de Can Canyet. L'any 1923 es va acabar el conreu del cànem i l'era i la bassa varen tenir diferents funcions amb el temps, com la de piscina (per a la bassa). Actualment la zona és un aparcament municipal.
Hi havia una mina d'aigua que comença i arrenca del Tenes a Lliçà d'Amunt, al nord de la carretera de Granollers i baixa ran la cara de ponent de la carretera de Parets a Bigues. Travessa per sota de la carretera a l'altura de Can Paiet i passa ran el Rentador de les Casetes i va fins al Molí d'en Roura i després al Molí de Baix.

### Jardí
A Can Coll hi ha en realitat dos jardins diferenciats:
Per una banda, el jardí principal, al lloc on abans hi havia el corral i la porquera, el qual queda tancat per una gran porta de ferro. Conté una àmplia mostra de flora mediterrània. Al mig hi ha un gran pati de sorra que puntualment alberga diferents activitats municipals i associatives. Una font i un rierol amb pont per travessar-hi recorre l'espai de punta a punta i una rocalla albergà una verge en algun temps. A l'extrem més allunyat de la casa, una petita plataforma d'obra, a una cantonada, feia d'escenari durant els  anys de restaurant. Al seu costat s'aixeca el que era un gran lledoner bessó, del qual ja fa anys que va caure una de les dues meitats que ara descansa junt a la base de l'altra meitat, que va ser reforçada amb maons i morter per evitar que també caigui. En general no hi manquen l'ombra dels grans arbres, ni les cridaneres flors de múltiples colors.
A la part contrària de la casa hi ha el jardí al qual s'accedeix des del mateix camí que passa per davant de la torre, o també des d'una escala que baixa des de l'habitatge modern. Aquesta part era privada per a la família Sancho, inclús durant els més de vint anys que va haver-hi el restaurant a la planta baixa.

### Terres de conreu
Actualment no posseeix terres pròpies de conreu, ja que al llarg dels anys, els hereus de la família Llanza es van anar vendre'ls. A final del segle xix, Can Coll tenia una explotació agrícola de més de 165 hai en aquell moment era la finca més grossa del municipi i la sisena de la comarca.
Dins de la finca de Can Coll i, per tant, també propietat de la família Llança, hi havien algunes de les masies més importants de Lliçà de Vall: Can Canyet, Can Xiol i la Casa Nova del Pla. Aquesta darrera és l'única que ja no existeix.
Per una altra banda, la família Llança posseïa múltiples propietats en diferents localitats, així que gestionaven les finques mitjançant administradors i masovers. Així doncs, durant molts anys diverses nissagues familiars eren responsables de l'administració de la finca, i hi havien adquirit força notorietat i influència entre els vilatans. En repetides ocasions al llarg del darrer segle i mig, ha coincidit que l'administrador de Can Coll era també batlle de Lliçà de Vall.
Antigament la propietat omplia una bona part del terme municipal i el bosc representava una gran extensió de les seves terres. S'estenia fins a la serra de Can Riera, a Granollers. Una part d'aquesta terra encara es conserva a dins del tancat de Ca n'Ivo.
L'anomenat camí de Can Coll, anava de l'església fins al mas del qual rep al nom. També es feia extensiu per al camí que arribava fins al Molí de can Roure i el camí que arribava al Molí de Baix o can Xiol. Era un camí que aprofitava el llit del torrent i, per tant, a l'ésser el terre massa tou, s'hienfonsaven les potes dels cavalls i els carros hi quedaven encallats. Era un pas molt dur per persones i animals, així que la construcció de la carretera paral·lela al torrent va implicar un important impuls per a l'activitat del poble.
Just a l'entrada de l'actual aparcament, és a dir l'antiga era, on s'hi batia amb els cavalls propis de la casa, passant-hi els corrons de fusta que encara es conserven, amb claus per al blat i la civada i una altra per a les faves; a on es ventava amb forques de lledoner, més tard amb màquines que venien des de Llinars; hi creix un gran lledoner de més de quinze metres d'alçada, amb un gran troc buit.
Aquesta casa, junt a Can Gurri i Can Nadal i quatre masies més de Parets del Vallès, formaven part de la Mina dels Set Socis o Set Cases, que és una societat establerta el 4 de setembre de 1805, per a la construcció de la mina i els canals de reg, entre les set cases de pagès, per a obtenir l'abastament d'aigua per als usos agrícoles i domèstics.
Una gran peça de terres de conreu, coneguda com La Parellada es trobava a cavall entre els termes municipals de Lliçà de Vall i Parets.
La zona coneguda com la Verneda, en el seu temps plantada principalment de plàtans i pollancres, anava des de la casa fins a la riera, ara en bona parts zona industrial edificada. Tota la vora dreta del Tenes, des del Molí d'en Roura fins a sortir del terme municipal i entrar en el de Parets.
La Vinya és la terra que es recorda destinada a aquest conreu de la casa de Can Coll. Estava situada en una feixa de la carretera de Parets a Bigues, fins a la part de darrere de l'actual Escola Les Llisses.
Hi havien també les anomenades Vinyes de Can Coll, estaven situades a llevant de Can Rabassola, al nord del Camí Ral, entre aquest i el camí de les Peces.
A Can Coll tenien arrendades les terres a diferents persones, i així cada partió s'anomenava amb el genèric «vinya» i l'específic que corresponia a cadascun dels arrendadors.

### Bosc
El bosc representava una gran extensió de les seves terres. Arribava fins als límits de la propietat, a la serra de Can Riera, al termenal amb Granollers.

### Els molins
Tots els molins de Lliçà de Vall pertanyien a Can Coll. El Molí d'en Mig és el que comunament se'n diu Molí de Can Coll, El Molí de Can Roure o de dalt i el Molí d'en Xiol o d'abaix i són masies que pertanyen al municipi.